# Ono (Hyogo)
Ono (小野市 -shi) é uma cidade japonesa localizada na província de Hyogo.
Em 2003 a cidade tinha uma população estimada em 49 643 habitantes e uma densidade populacional de 529,92 h/km². Tem uma área total de 93,68 km².
Recebeu o estatuto de cidade a 1 de Dezembro de 1954.